# 휴머노이드 로봇

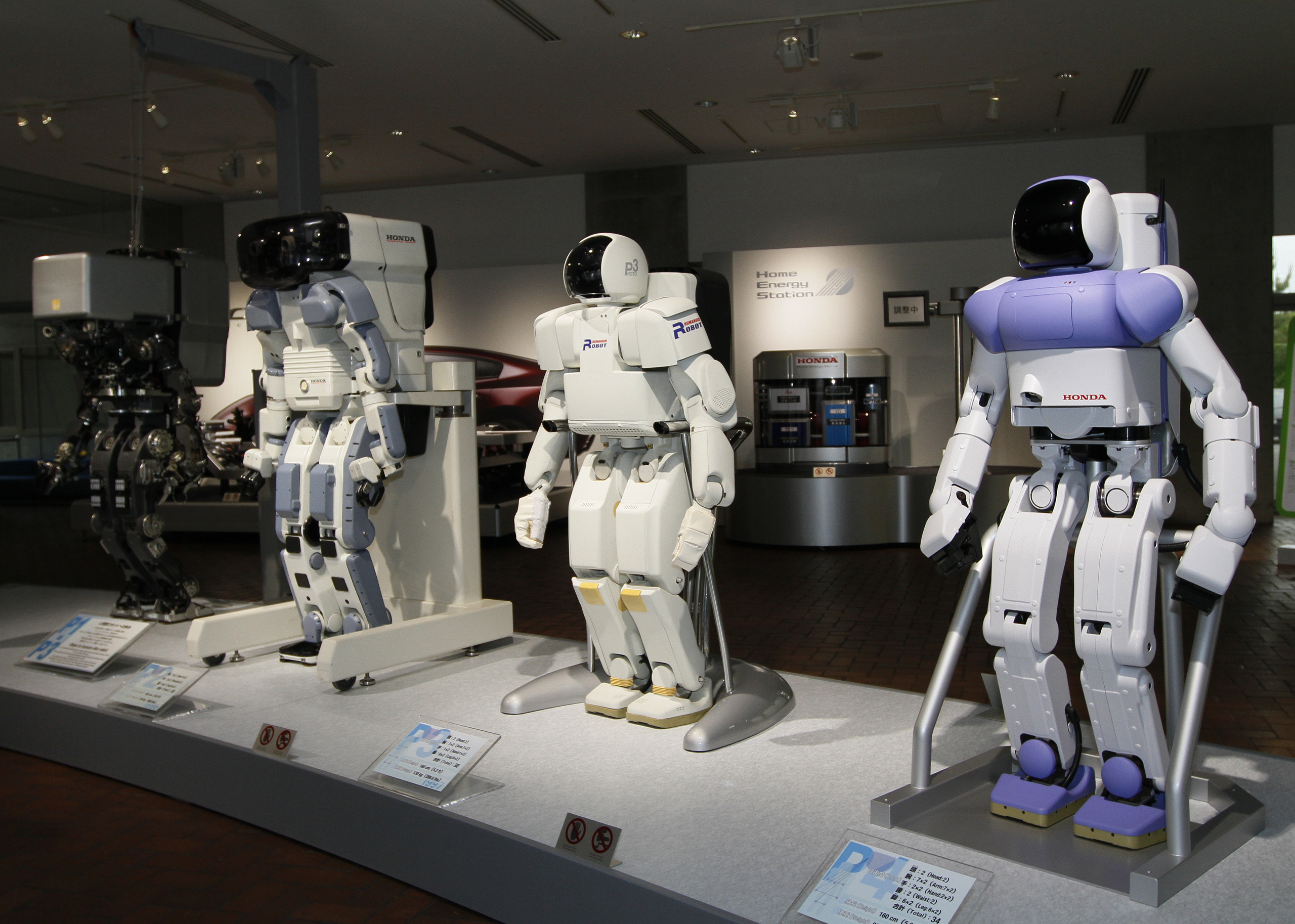
혼다 P 시리즈: P1 (1993), P2 (1996), P3 (1997), P4 (2000)

휴머노이드 로봇(Humanoid robot)은 인간의 신체 형태를 닮은 로봇이다.

## 개요
디자인은 인간 도구 및 환경과의 상호 작용과 같은 기능적 목적, 이족보행 연구와 같은 실험 목적 또는 기타 목적을 위한 것일 수 있다. 일반적으로 휴머노이드 로봇에는 몸통, 머리, 두 개의 팔, 두 개의 다리가 있지만 일부 휴머노이드 로봇은 예를 들어 허리 위까지 신체의 일부만 복제할 수 있다. 일부 휴머노이드 로봇에는 눈이나 입과 같은 인간의 얼굴 특징을 복제하도록 설계된 머리도 있다. 안드로이드는 인간과 미학적으로 유사하게 만들어진 인간형 로봇이다.

## 대한민국
K-휴머노이드 연합은 2025년 출범한, 대한민국 정부와 학계, 로봇 제조기업 50여 곳으로 구성된 휴머노이드 로봇 연구·개발 연합체이다.
2025년 5월, 대한민국 정부는 최고 초속 3.3ｍ 이상으로 이동하고 전신 조작 구현을 통해 20㎏ 이상의 중량물을 운반할 수 있는 휴머노이드 로봇 구동기 및 프레임 설계·제조·공정 기술을 국가첨단전략기술로 지정하였다.

## 목록
- 아시모
- 휴보
- 페퍼
- HRP-4C
- QRIO
- 크로이노와 FT
- FemiSapien
- 소피아